# Keilira
Keilira is een geslacht van spinnen uit de  familie van de Sparassidae (jachtkrabspinnen).

## Soorten
- Keilira sokoli Hirst, 1989
- Keilira sparsomaculata Hirst, 1989